# De Viersprong
De Viersprong is de naam van een psychotherapeutisch centrum in Halsteren, gelegen aan Gasthuisstraat 6 en gevestigd in Villa Buitenrust, een rijksmonument uit 1902, ontworpen door Petrus Johannes van Genk.

## Villa Buitenrust
In 1711 was er sprake van een hoeve Buitenrust. Omstreeks 1780 werd deze verkocht aan Emericus De Weert, die rentmeester was van Stadhouder Willem V. De nieuwe eigenaar kocht er veel grond bij, en ook latere eigenaar Petrus van der Schrieck deed dat. Tussen 1810 en 1825 werd een groot deel van de grond verkocht aan een zoutzieder en halverwege de 19e eeuw komt er de azijnfabriek van Eugerius van der Schrieck. Deze azijnfabriek verhuisde wat later naar Bergen op Zoom en veel grond ging verloren aan de aanleg van een nieuwe rijksweg en een begraafplaats. In 1866 werd de hoeve aan de gemeente Halsteren geschonken met het doel er een liefdesgesticht op te richten. Dit werd Rusthuis "Sint-Elisabeth", dat van 1899-1978 in een neogotisch pand was gevestigd, dat door nieuwbouw is vervangen. Het woonzorgcentrum Sint-Elisabeth is gesloopt in 2022.
De eigenaar, Adriaan Testers, ging elders op het terrein wonen en zijn zoon, Laurent Testers, gaf opdracht tot de bouw van villa Buitenrust. Na de Tweede Wereldoorlog werd het huis verkocht om uiteindelijk, in 1955, aan psychiatrisch ziekenhuis Vrederust verkocht te worden.

## De Viersprong
De Viersprong werd in 1955 opgezet vanuit het nabijgelegen psychiatrisch ziekenhuis Vrederust. Daartoe werd de villa Buitenrust met bijbehorende tuin aangekocht.  In 1957 kwamen de eerste cliënten in de toen neurosesanatorium genaamde instelling. Er waren veel door de watersnoodramp in Zeeland (1953) getraumatiseerde patiënten bij. In 1968 werd de naam gewijzigd in psychotherapeutisch centrum. In 1970 werd De Viersprong zelfstandig en er werd nieuwbouw gepleegd.
Architect Onno Greiner ontwierp verschillende therapiegebouwen, een woongebouw voor de opgenomen adolescenten, een polikliniek en een gymzaal. Uitgangspunt voor zijn ontwerpen was een beschouwing van de toenmalige geneesheer directeur, Piet Jongerius.
Het woord 'gang' kwam zesendertig keer in die beschouwing voor. Greiner maakte een ontwerp waarin zo min mogelijk gangen waren. In zijn bespreking van de gebouwen (NRC Handelsblad 20-8-1971) zegt K. Wiekart: 'Naar binnen toe heeft elk gebouw een maximale openheid. Er zijn geen gangen maar verbredingen en versmallingen als een stelsel van binnenpleinen (...). Niemand kan de gebouwen anders verlagen dan via de deur. De bedoeling is duidelijk: ieder is vrij om weg te gaan maar dat moet dan wél gebeuren om een daad te stellen. Die daad is naar vrije keuze: het gebouw via de deur verlaten òf door een raam in te slaan.' De patienten werden vrijwillig opgenomen en konden alleen behandeld worden op basis van die vrijwilligheid. De bouwstijl wilde dat onderstrepen. Ook in andere opzichten ondersteunden de gebouwen datgene wat met de behandeling van opgenomen patiënten beoogd werd. Zij moesten het verblijf niet zó prettig gaan vinden dat ze wilden blijven. Wiekart schreef hierover: 'De zichtbare bouwelementen zijn baksteen, hout en glas. Door de rechthoekigheid, en door de betrekkelijke geslotenheid naar buiten, zit er iets hards in deze architectuur, een opzettelijk ingebrachte afweer tegen de 'dierbaarheid' van geboven vormen, vriendelijke kleurtjes en andere onwezenlijkheden die vaak inherent zijn aan dergelijke oorden.'  
De Villa deed in deze periode dienst als woongebouw voor de opgenomen volwassenen. De tuinen rondom de gebouwen werden aangelegd naar een ontwerp van Mien Ruys.  
Medewerkers van De Viersprong schreven standaardwerken over milieutherapie, het dusdanig vormgeven van het behandelmilieu – gebouw, inrichting, regels, stafattitude – dat de behandeling erdoor bevorderd wordt (Janzing & Lansen, 1085; Jongerius & Rylant, 1989). Ook stonden ze aan de wieg van diverse specialistische psychotherapie verenigingen, zoals onder andere de Nederlandse Vereniging voor groepsdynamica en Groepspsychotherapie (NVGP). 
Als een van de acht psychotherapeutische gemeenschappen (PTG's) die er eind jaren zestig tot in de jaren negentig van de vorige eeuw in Nederland waren, nam De Viersprong deel aan het Follow-up project Psychotherapeutische Gemeenschappen, waarover er naast publicaties in andere media een tiental artikelen verscheen in het Tijdschrift voor Psychiatrie (Koning & Wagenborg, 1988). 
Naast een psychotherapeutische gemeenschap voor volwassenen was er ook een 40 bedden tellende psychotherapeutische gemeenschap voor adolescenten. Er werden paviljoens in de tuin gebouwd en het aantal cliënten nam toe. Ook werd er een op de Transactionele Analyse (TA) gebaseerd kortdurend klinisch programma ontwikkeld dat tot op de dag van vandaag bestaat. De villa diende als woongebouw voor de PTG voor volwassenen, tot er in 1995 een nieuw woongebouw werd neergezet en de staf in de villa ging huizen. 
De psychotherapeutische gemeenschappen hebben plaatsgemaakt voor ambulante, dagklinische en meer korter durende klinische behandelvormen. Er wordt gewerkt vanuit verschillende referentiekaders: Mentalisation Based Treatment (MBT), Schematherapie, Multi System Therapy (MST), Functional Family Therapy (FFT), Psychodynamische psychotherapie, Transference Focused Psychotherapy (TFP), Dynamische Interpersoonlijke Therapie (DIT), Dialectische Gedragstherapie (DGT) en  Transactionele Analyse (TA).  
De traditie om behandelmethoden te ontwikkelen en de resultaten van behandeling te toetsen door middel van wetenschappelijk onderzoek is nog steeds een van de pijlers van De Viersprong. 
In 2011 werd de naam van de Viersprong veranderd in de Viersprong, landelijk centrum voor persoonlijkheidsproblematiek. In 2014 werd de naam de Viersprong, specialist in persoonlijkheid, gedrag en gezin.